# Antonio Azarola
Antonio Azarola Gresillón (Tafalla, 18 de noviembre de 1874-Ferrol, 4 de agosto de 1936) fue un marino y militar español, contraalmirante de la Armada y ministro de Marina en el gobierno de Manuel Portela Valladares durante la Segunda República Española. 
Al comienzo de la Guerra Civil, siendo comandante general del Arsenal y segundo jefe de la base naval de Ferrol, se mantuvo leal al gobierno de la República. Los militares sublevados le acusaron de ordenar abrir en secreto el arsenal a las masas marxistas para apoderarse de las armas y de los buques allí fondeados, motivo por el cual le formaron un Consejo de Guerra y lo ajusticiaron. Juzgado el 3 de agosto, el tribunal militar de los sublevados lo sentenció a muerte por «abandono de destino».

## Vida
Contralmirante de la Armada, descendía de una familia de heroicos militares españoles que había emigrado a Uruguay. Estaba casado con Carmen Fernández García-Zúñiga, hija del vicealmirante Ricardo Fernández Gutiérrez de Celis, de quien había sido ayudante personal en dos ocasiones a lo largo de su carrera militar. 
Desde noviembre de 1934, era segundo jefe de la Base Naval de Ferrol y jefe de su Arsenal. Fue subsecretario del Ministerio de Marina y posteriormente ministro del mismo departamento en el gabinete presidido por Manuel Portela Valladares desde el 30 de diciembre de 1935 al 19 de febrero de 1936, el último antes de las elecciones de febrero de 1936. Durante su mandato ministerial se concibió el último Plan Naval (11 de enero de 1936) antes del estallido de la Guerra Civil, en el que se preveía la construcción de dos destructores, dos cañoneros y otros barcos menores.
Al producirse la sublevación en la Base de Ferrol, el 20 de julio, el contralmirante Azarola se mantuvo siempre leal a la República, siendo arrestado por sus propios subordinados, entre ellos los hermanos Salvador y Francisco Moreno Fernández, elevados años más tarde a la heroicidad naval por Franco. "Usted también, don Francisco", le dijo el contralmirante a uno de ellos cuando comprobó que se había alzado contra la República.
Azarola fue sometido a juicio sumarísimo y condenado a muerte por:

...un delito de abandono de destino del Jefe del Arsenal ante rebeldes y sediciosos, inhibiéndose en sus funciones, retirándose a sus habitaciones particulares y oponiéndose a que se declarase el estado de guerra en esta plaza

El contralmirante Azarola declaró en el juicio que no podía quebrantar sus principios militares:

...consideraciones de carácter militar me impedían en absoluto el sumarme a un acto que consideraba sedicioso.

Fue fusilado a las seis de la mañana del 4 de agosto, en el cuartel de Dolores. Sus restos se encuentran enterrados en el cementerio de Villagarcía de Arosa.
El contraalmirante Azarola tuvo un hijo, Antonio Azarola Fernández de Celis, que al igual que su padre eligió la carrera militar en la Marina de Guerra. Su sobrina Amelia Azarola Echevarría —hija del ingeniero y político radical-socialista navarro Emilio Azarola Gresillón (alcalde de Santesteban)— estaba casada con el aviador falangista Julio Ruiz de Alda, que sería asesinado en la Cárcel Modelo de Madrid el 23 de agosto de 1936.
El libro «Muertes Paralelas. El destino trágico de los prohombres de la República», de Marcelino Laruelo Roa, describe las biografías de varias personalidades republicanas que perecieron víctimas de la represión en la zona franquista, entre las que se halla el contralmirante Azarola.